# Villevenard
Villevenard ist eine französische Gemeinde im Département Marne in der Region Grand Est. Sie gehört zum Kanton Dormans-Paysages de Champagne im Arrondissement Épernay und hat eine Fläche von 13,38 km² und 194 Einwohner (2022).

## Geographie
Die Gemeinde liegt am Oberlauf des Petit Morin, der hier das Moorgebiet Marais de Saint-Gond durchquert.
Umgeben wird Villevenard von den sieben Nachbargemeinden:
| Baye             | Congy                                       | Coizard-Joches |
| Talus-Saint-Prix | Kompassrose, die auf Nachbargemeinden zeigt | Courjeonnet    |
|                  | Oyes                                        | Reuves         |

## Geschichte
Eine Römerstraße von Meaux kommend führte an Villevenard vorbei.

## Bevölkerungsentwicklung
| Jahr                       | 1962 | 1968 | 1975 | 1982 | 1990 | 1999 | 2005 | 2013 | 2018 |
| -------------------------- | ---- | ---- | ---- | ---- | ---- | ---- | ---- | ---- | ---- |
| Einwohner                  | 212  | 211  | 202  | 217  | 204  | 216  | 189  | 196  | 209  |
| Quellen: Cassini und INSEE |      |      |      |      |      |      |      |      |      |

## Sehenswürdigkeiten

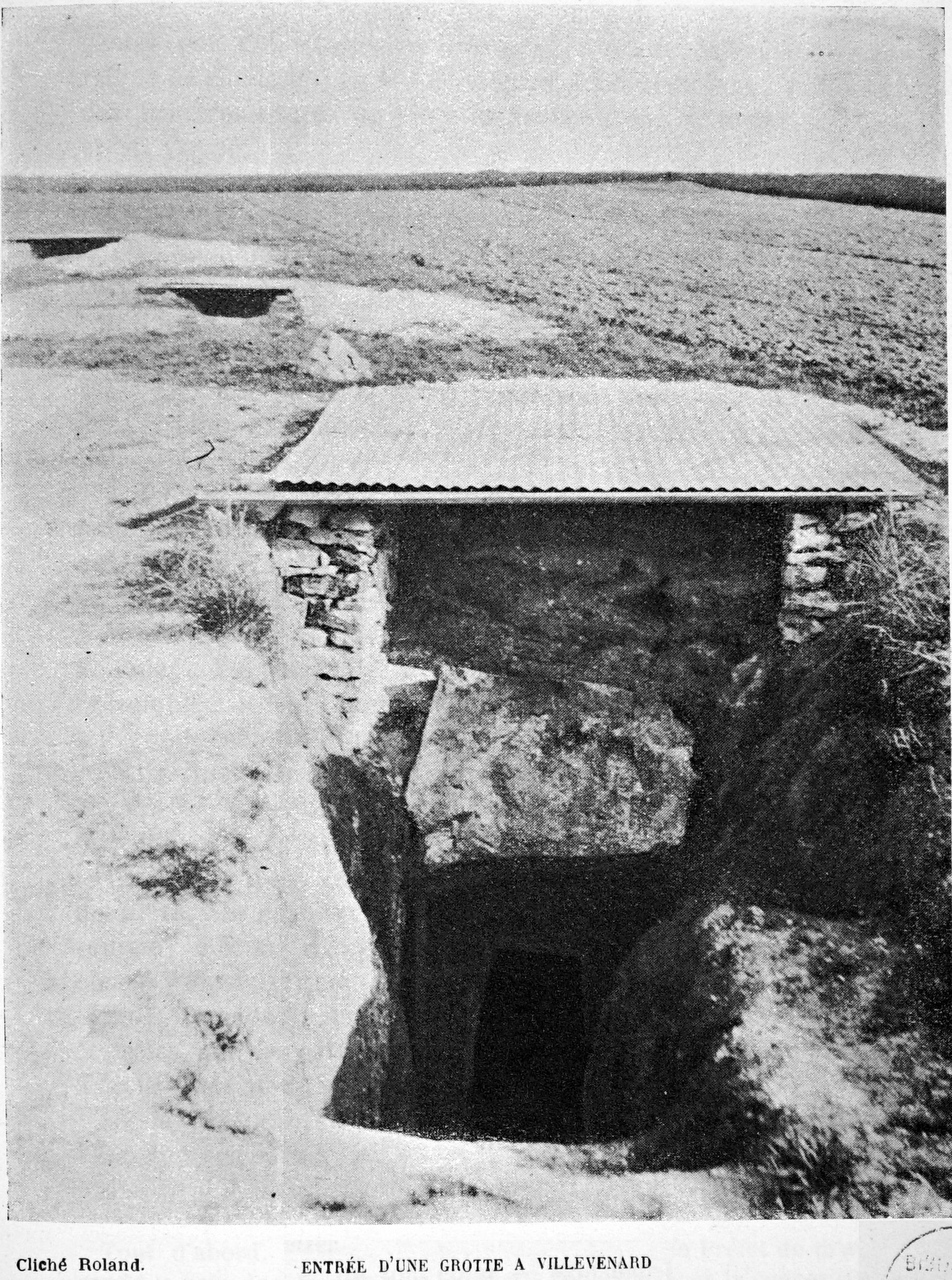
Zugänge zu den drei Hypogäen

- Kirche St-Alpin aus dem 12. Jahrhundert (Monument historique)
- neolithische Hypogäen von Villevenard (Hypogées à Villevenard) (Monument historique)
- Kapelle im Weiler La Vieille Andecy